# Onari Kimura
Onari Kimura (jap. 木村男也 Kimura Onari; ur. 10 stycznia 1883 w Kiyosue, Yamaguchi, zm. 29 czerwca 1954) – japoński lekarz neurolog i neuropatolog. Studiował na Tokijskim Uniwersytecie Cesarskim; ukończył studia w 1910 roku. Od 1911 do 1915 uczył się patologii w Niemczech i Francji. Później pracował na Wydziale Psychiatrii Szkoły Medycznej Mukden. W 1923 roku na zaproszenie Spielmeyera pracował w jego laboratorium, razem z Hugonem Spatzem zajmował się wtedy chorobą Picka i wspólnie z nim przedstawił jeden z jej pierwszych opisów.

## Wybrane prace
- Degeneration and regeneration in peripheral nerves. Mitt. Path. Inst. Univers. Sendai. Japan, 1919
- Onari K, Spatz H. Anatomische Beiträge zur Lehre von der Pickschen umschriebene Grobhirnrinden- Atrophie („Picksche Krankheit”). Z Ges Neurol Psychiatrie 101 (1), ss. 470-511, 1926